# Progressione del record mondiale del salto triplo femminile

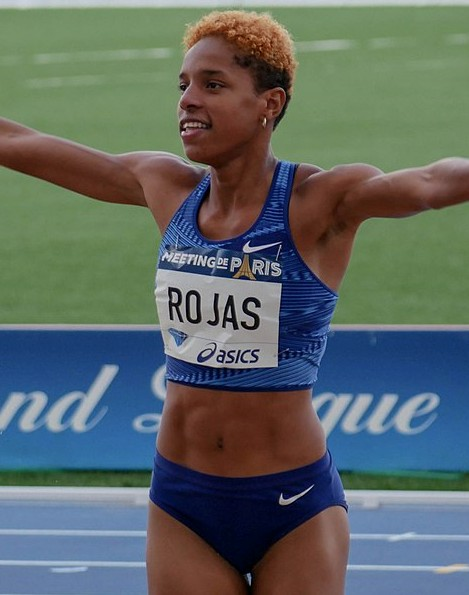
Yulimar Rojas, detentrice del record mondiale della specialità

La voce seguente illustra la progressione del record mondiale del salto triplo femminile di atletica leggera.
Il primo record mondiale femminile venne riconosciuto dalla federazione internazionale di atletica leggera nel 1990. Ad oggi, la World Athletics ha ratificato ufficialmente 7 record mondiali assoluti e 16 record mondiali indoor di specialità.

## Progressione

### Record assoluti
| Misura      | Vento (m/s) | Atleta         | Nazione          | Luogo                   | Data           | Note |
| ----------- | ----------- | -------------- | ---------------- | ----------------------- | -------------- | ---- |
| 14,54 m     | +1,1        | Li Huirong     | Cina             | Sapporo, Giappone       | 25 agosto 1990 |      |
| 14,95 m     | -0,2        | Inesa Kravec'  | Unione Sovietica | Mosca, Unione Sovietica | 10 giugno 1991 |      |
| 14,97 m     | +0,9        | Iolanda Čen    | Russia           | Mosca, Russia           | 18 giugno 1993 |      |
| 15,09 m     | +0,5        | Anna Birjukova | Russia           | Stoccarda, Germania     | 21 agosto 1993 |      |
| 15,50 m     | +0,9        | Inesa Kravec'  | Ucraina          | Göteborg, Svezia        | 10 agosto 1995 |      |
| 15,67 m     | +0,7        | Yulimar Rojas  | Venezuela        | Tokyo, Giappone         | 1º agosto 2021 |      |
| 15,74 m (i) | nw          | Yulimar Rojas  | Venezuela        | Belgrado, Serbia        | 20 marzo 2022  |      |

### Record indoor
| Misura  | Atleta            | Nazione          | Luogo                | Data             | Note |
| ------- | ----------------- | ---------------- | -------------------- | ---------------- | ---- |
| 14,14 m | Galina Čistjakova | Unione Sovietica | Glasgow, Regno Unito | 4 marzo 1990     |      |
| 14,30 m | Inesa Kravec'     | Unione Sovietica | Siviglia, Spagna     | 9 marzo 1991     |      |
| 14,39 m | Inesa Kravec'     | Unione Sovietica | Siviglia, Spagna     | 9 marzo 1991     |      |
| 14,44 m | Inesa Kravec'     | Unione Sovietica | Siviglia, Spagna     | 9 marzo 1991     |      |
| 14,46 m | Iolanda Čen       | Russia           | Mosca, Russia        | 28 febbraio 1993 |      |
| 14,47 m | Inesa Kravec'     | Ucraina          | Toronto, Canada      | 14 marzo 1993    |      |
| 14,61 m | Inna Lasovskaja   | Russia           | Mosca, Russia        | 14 gennaio 1994  |      |
| 14,78 m | Inna Lasovskaja   | Russia           | Mosca, Russia        | 27 gennaio 1994  |      |
| 14,90 m | Inna Lasovskaja   | Russia           | Liévin, Francia      | 13 febbraio 1994 |      |
| 15,03 m | Iolanda Čen       | Russia           | Barcellona, Spagna   | 11 marzo 1995    |      |
| 15,16 m | Ashia Hansen      | Regno Unito      | Valencia, Spagna     | 28 febbraio 1998 |      |
| 15,16 m | Tat'jana Lebedeva | Russia           | Budapest, Ungheria   | 6 marzo 2004     |      |
| 15,25 m | Tat'jana Lebedeva | Russia           | Budapest, Ungheria   | 6 marzo 2004     |      |
| 15,36 m | Tat'jana Lebedeva | Russia           | Budapest, Ungheria   | 6 marzo 2004     |      |
| 15,43 m | Yulimar Rojas     | Venezuela        | Madrid, Spagna       | 21 febbraio 2020 |      |
| 15,74 m | Yulimar Rojas     | Venezuela        | Belgrado, Serbia     | 20 marzo 2022    |      |